# Партнерські програми НАТО
Партнерські програми НАТО — партнерські ініціативи НАТО, що розвиваються з початку 1990-х років із метою підтримки демократизації та трансформації, побудови довіри, регіональної стабільності та реалізуються через практичне співробітництво та\або долучення до військових операцій. Країни-партнери роблять внесок у проведення операцій під проводом НАТО та беруть активну участь у діяльності Альянсу проти тероризму та у відповідь на нові виклики безпеці.

## Партнерство заради миру

Країни-учасники НАТО
Країни Партнерства заради миру
Країни Середземноморського діалогу

Партнерство заради миру (ПЗМ) було започатковано у 1994 р. як відповідь на розвал СРСР з метою включення нових демократичних держав Центральної та Східної Європи у західноєвропейську архітектуру безпеки. Головною концепцією партнерства стала підтримка безпеки та спільних цінностей у Євроатлантичному середовищі.
На даний момент 22 країни беруть участь у ПЗМ. 12 колишніх партнерів — тепер члени НАТО. Основою ПЗМ досі є рамковий документ, котрий описує зобов'язання НАТО та партнерів. На додаток, як частина процесу партнерства, у 1997 була заснована Рада євроатлантичного партнерства — багатосторонній форум, який об'єднує 50 країн, з метою забезпечити процес діалогу та консультацій з питань політики і безпеки серед країн-членів НАТО та країн-партнерів. З такими країнами, як Росія, Україна та Грузія НАТО створила особливі механізми співробітництва.
Окремі партнери суттєво різняться за своїми безпековими інтересами, ставленням до ПЗМ, державною, військовою та економічною міццю. Окрім індивідуальних розбіжностей, члени ПЗМ можуть бути поділені на п'ять загальних груп: країни Центральної Азії, країни Кавказу, країни колишнього СРСР — Україна, Білорусь та Молдова, країни Західних Балкан, західноєвропейські країни нечлени НАТО.

## Середземноморський діалог
Ініціатива по налагодженню діалогу, взаєморозуміння та довіри між країнами регіону, висунута на саміті глав держав та урядів НАТО у 1994 році. П'ять країн долучилися до СД у 1994 році. Це — Єгипет, Ізраїль, Мавританія, Марокко та Туніс. Йорданія приєдналася до ініціативи у 1995 році, а Алжир — у 2000.
Практичним застосуванням ініціативи є щорічна розробка Робочої програми Середземноморського Діалогу, що покриває 34 галузі можливої співпраці. У 2009 році НАТО запропонувало 662 індивідуальних види діяльності партнерам в рамках СД. Надалі, було розроблено дипломатичні інструменти, наприклад базу даних e-Prime, котра забезпечує доступ до РПСД та контактних посольств. Також, було укладено Індивідуальні Програми Співпраці з Єгиптом, Ізраїлем, Йорданією та Мавританією.

## Стамбульська ініціатива співпраці

Країни, що входять до Стамбульської ініціативи співпраці

Ініціатива була розпочата у 2004 році на саміті НАТО у Стамбулі для підтримки взаємовигідних двосторонніх відносин з країнами Перської Затоки. На сьогодні, ініціатива налічує чотири члени — Бахрейн, Катар, Кувейт та Об'єднані Арабські Емірати.
Метою ініціативи є підтримка регіональної безпеки та стабільності через практичну співпрацю в галузі безпеки та оборони. Співпраця в рамках ініціативи є багатосторонньою. Було розроблене Меню практичної діяльності, що містить близько 600 видів діяльності та заходів, котрі можуть обирати партнери Ініціативи. Проходять політичні консультації на найвищому рівні з приводу широкого кола питань.

## Контактні країни
Контактні країни не входять до формальної програми партнерства. Однак, як правило, поділяють спільні з Альянсом стратегічні інтереси та основоположні цінності. Особлива співпраця з Контактними країнами розпочато у 1990-х роках, коли Альянс започаткував політичний діалог з Японією.
Партнерство може полягати лише у обміні інформацією, але може включати і більш складні види активності, як тренування чи спільні операції. Кожна країна-партнер вирішу обсяг власної співпраці з Альянсом, і така співпраця повинна бути взаємовигідною.
До числа контактних країн також входять Австралія та Нова Зеландія.